# Bagarkhola
Bagarkhola – gaun wikas samiti w zachodniej części Nepalu w strefie Dhawalagiri w dystrykcie Myagdi. Według nepalskiego spisu powszechnego z 2001 roku liczył on 438 gospodarstw domowych i 2068 mieszkańców (1101 kobiet i 967 mężczyzn).